# Kabinda
Kabinda es la capital de la provincia de Lomami, de la República Democrática del Congo. Se estima que para los periodos entre el 2020 y 2025 sea la segunda ciudad africana con mayor tasa de crecimiento poblacional (6.37%)

## Geografía
La ciudad es la capital de la nueva provincia de Lomami, antiguamente dependiente de la provincia de Kasai Oriental. Kabinda tiene el aeropuerto de Tunta. La ciudad tenía 192 364 habitantes en el año 2010. Y es parte de la diócesis de Kabinda.

## Segunda guerra del Congo
Durante la segunda guerra del Congo, Kabinda fue devastada por los combates entre las fuerzas Congoleñas y los rebeldes de Ruanda, que fueron avanzando al oeste en su camino hacia el área de producción de diamantes alrededor de Mbuji-Mayi. La ciudad fue rodeada y asediada por los Ruandeses por dos años, sin embargo se mantuvo bajo el control del gobierno.